# Edda Mukabagwiza
Edda Mukabagwiza (nascida em 1968) é uma política ruandesa e ex-diplomata. Desde 2013, ela é membro da Câmara dos Deputados no Parlamento do Ruanda.
Mukabagwiza ocupou anteriormente o cargo de Ministra da Justiça do Governo do Ruanda (2003–2006) e foi Alta Comissária e Embaixador da República do Ruanda no Canadá e em Cuba (2007-2013).
Ela foi eleita pela primeira vez para a Câmara dos Deputados em 2013, e foi reeleita em 2018. Ela é membro do partido RPF-Inkotanyi. Em 2018, a Câmara dos Deputados elegeu-a Vice-Presidente responsável pela Fiscalização e Legislação do Governo.